# Forsränningen i Uppsala

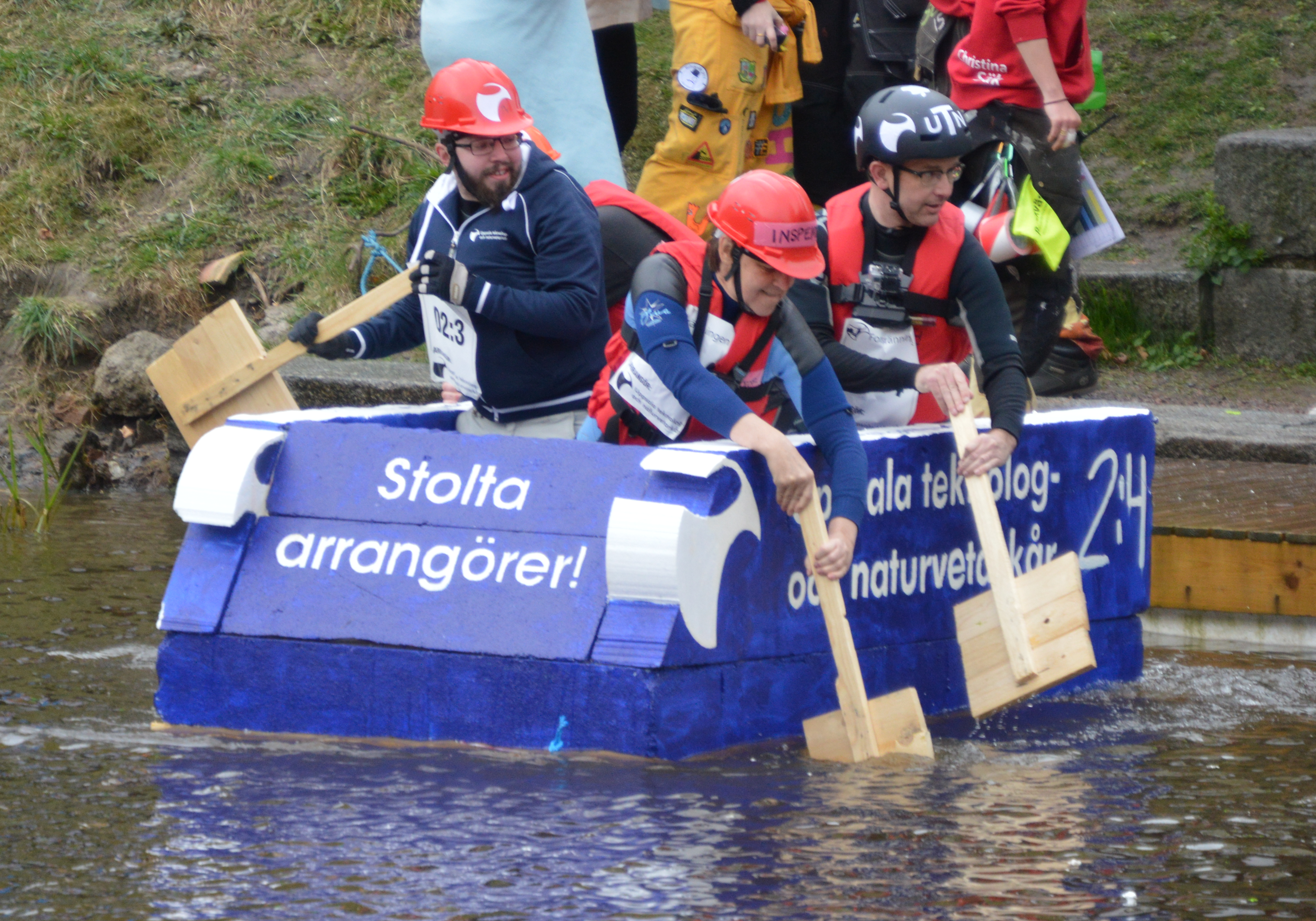
Arrangören UTN:s flotte, 2015

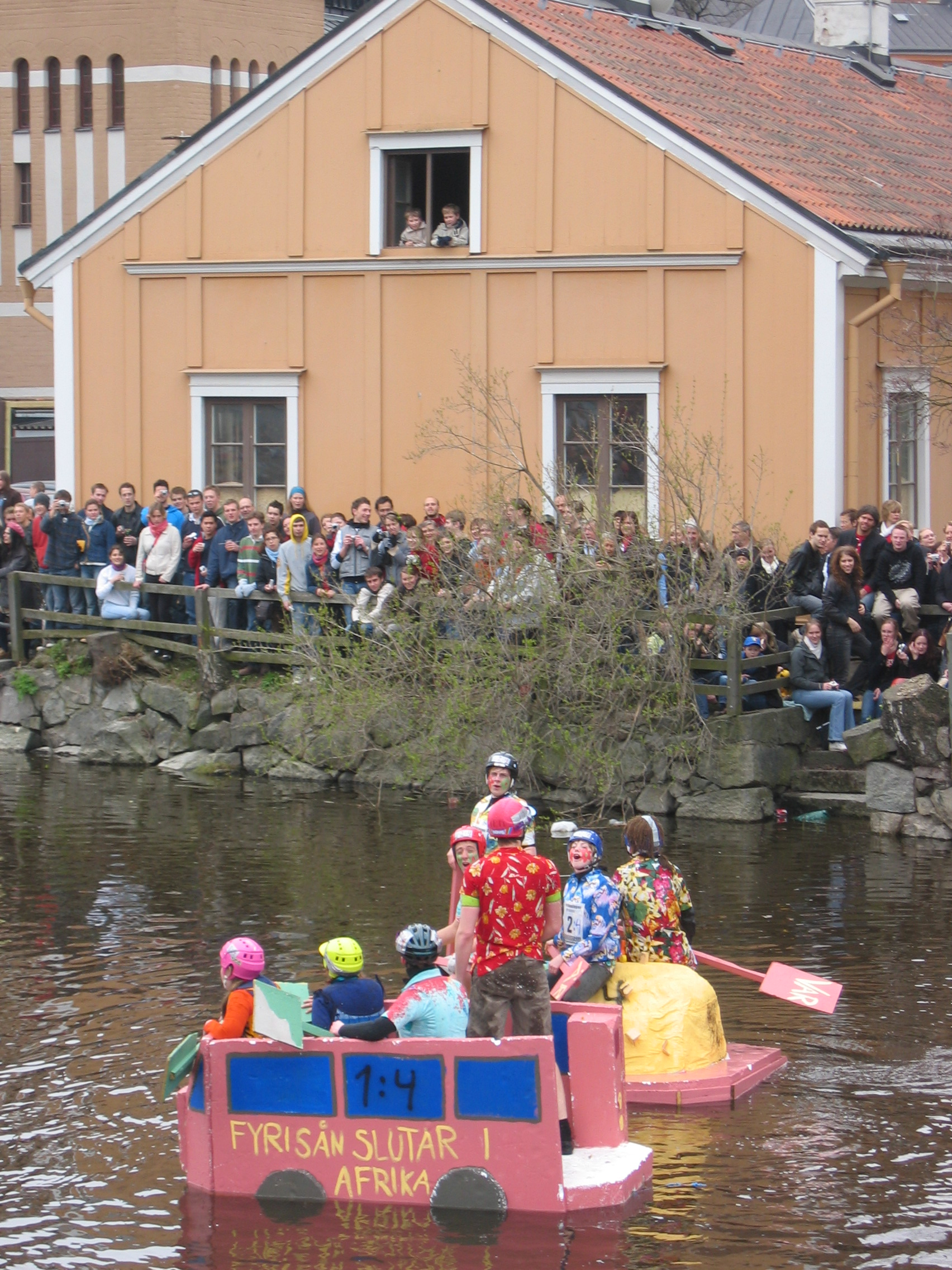
Forsränning 2005

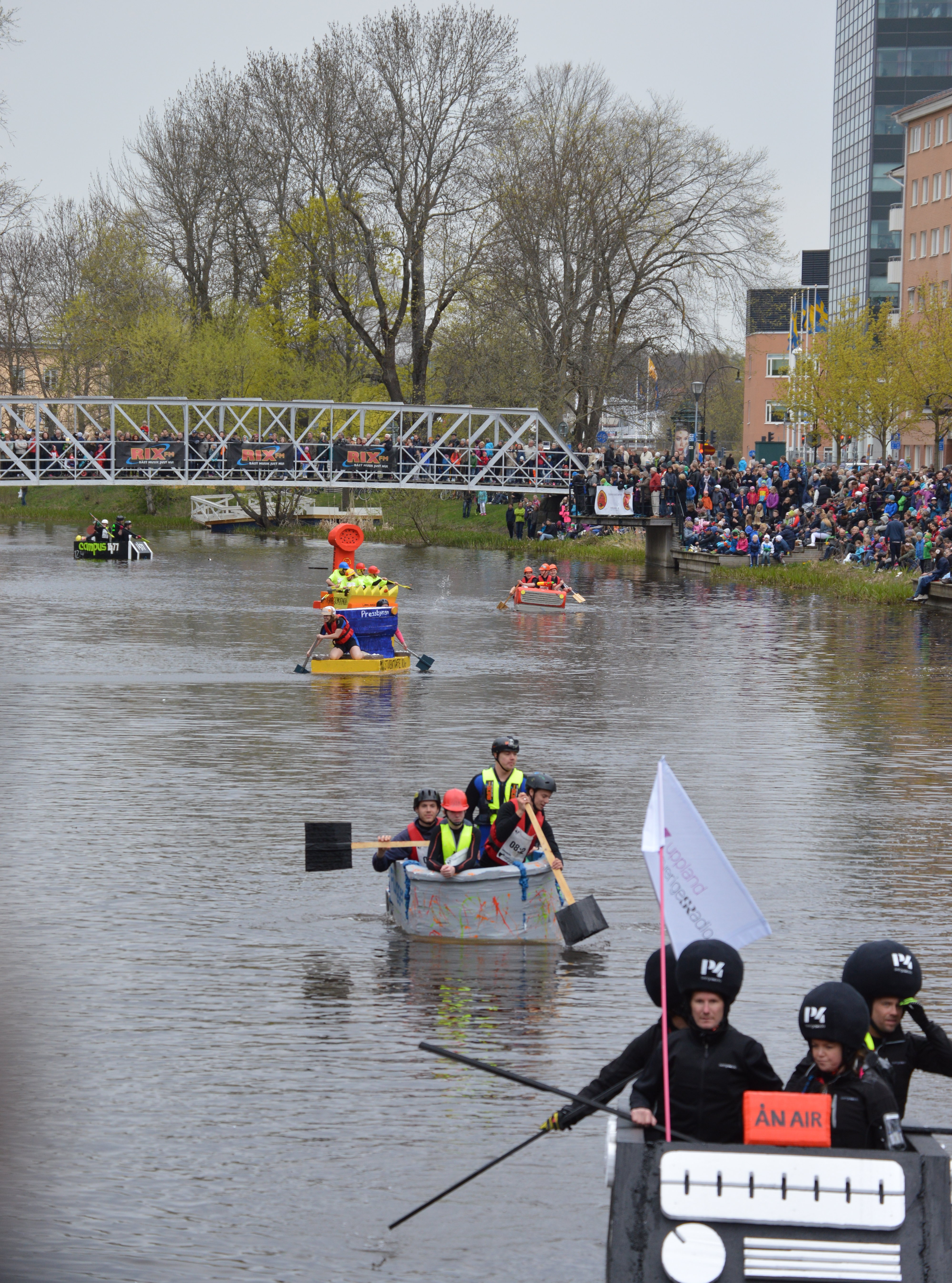
2015

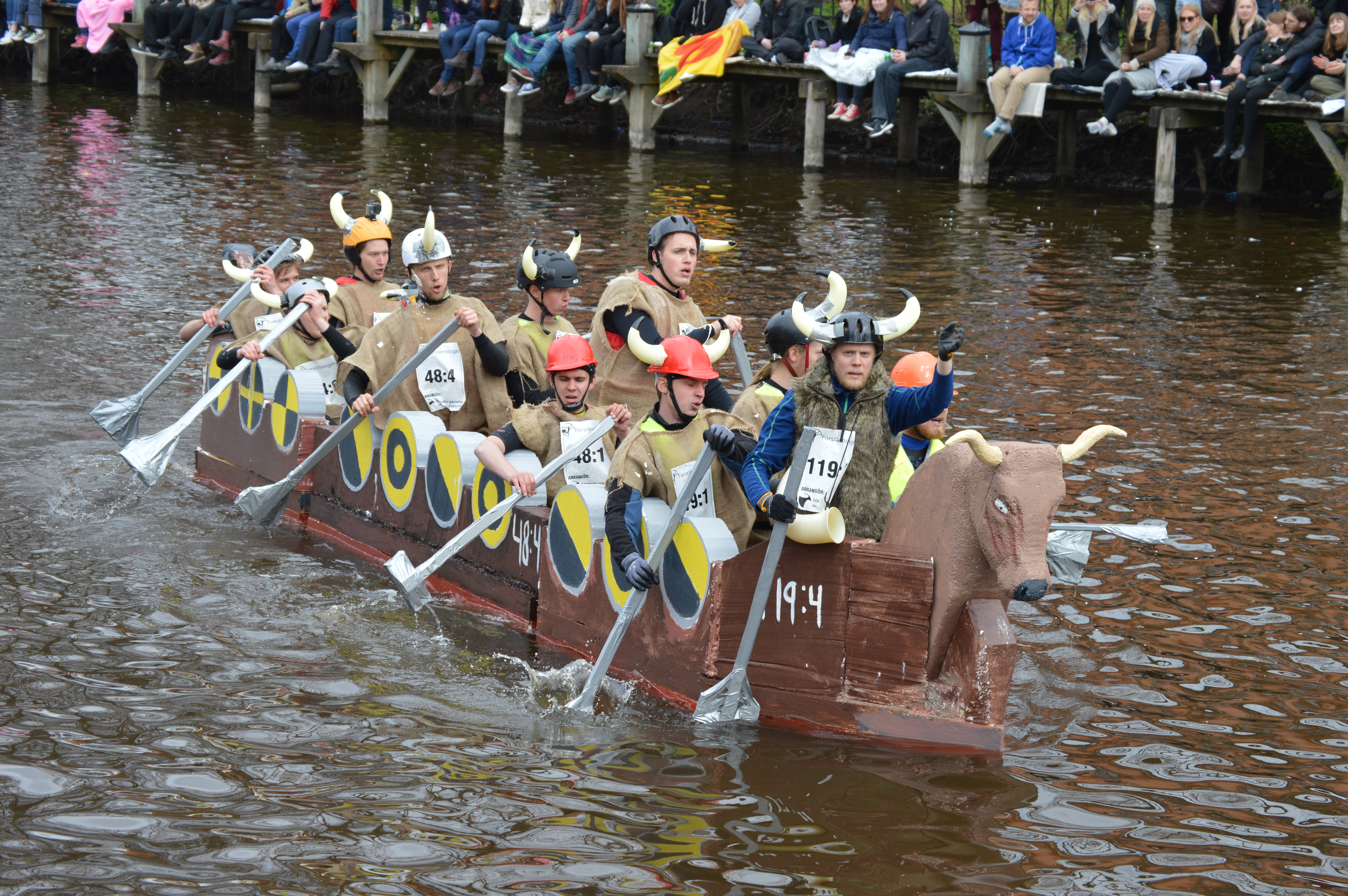
2015

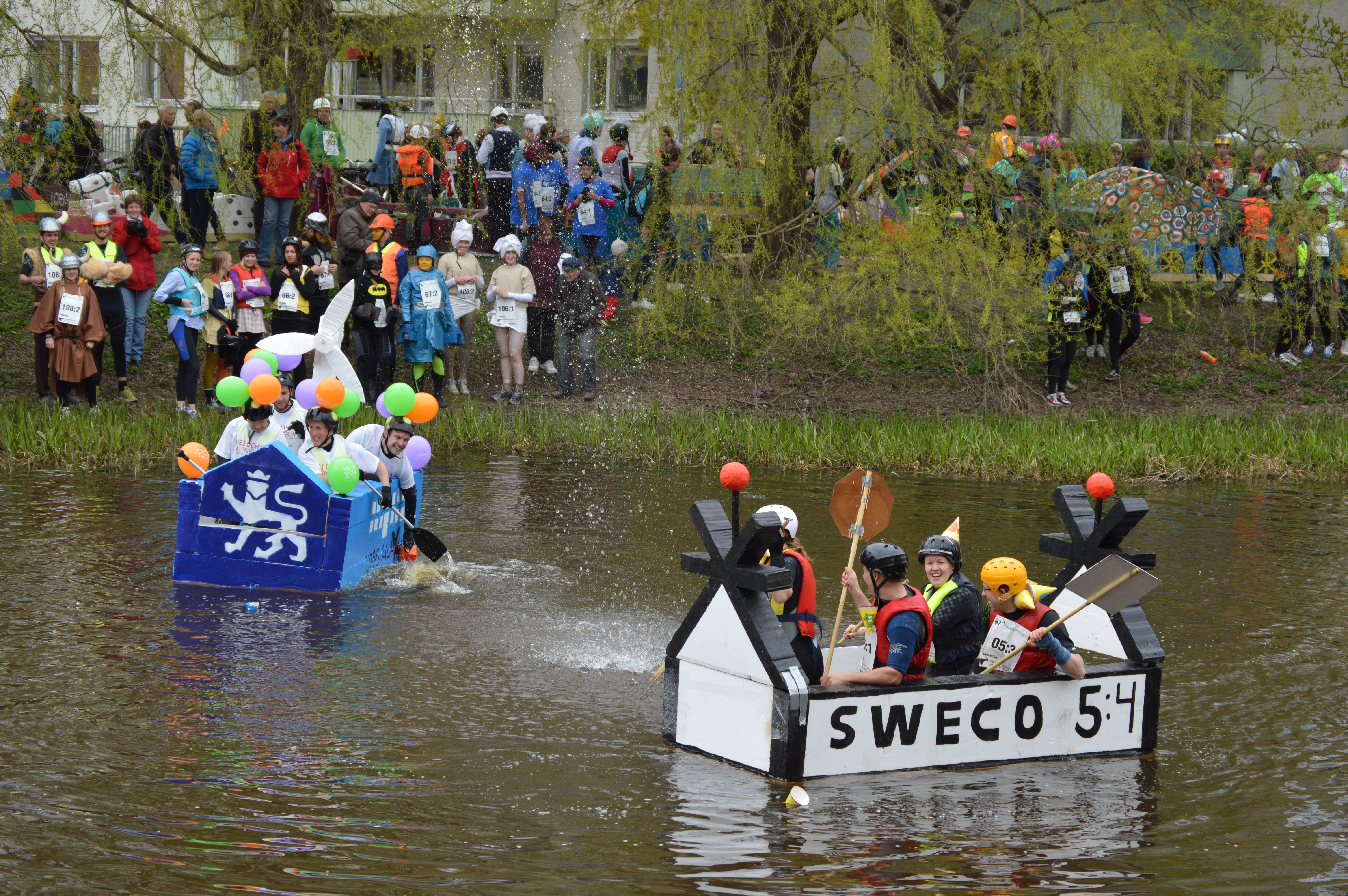
2015

Forsränningen är ett studentdrivet arrangemang som äger rum i Uppsala den sista april varje år. Forsränningen föregås av Forsfestivalen där flottarna byggs. Forsränningen och Forsfestivalen arrangeras av Uppsala teknolog- och naturvetarkår.

## Historia
Den första Forsränningen ägde rum 1975, då två studenter på ingenjörsprogrammet i teknisk fysik utmanades i huruvida de skulle våga åka utmed Fyrisån nedför de två fallen i en gummibåt. Studenterna antog vadet och fullföljde åkningen under valborgsmässoafton 1975.
De två grundarna var under sin studietid engagerade i Föreningen Uppsala tekniska fysiker (FUTF), en föregångare till Uppsala teknolog- och naturvetarkår, och från och med 1976 arrangerar Uppsala teknolog- och naturvetarkår Forsränningen. 
Valborgsfirandet i Uppsala har genom åren fått mycket kritik för sin nedskräpning av staden. För att motverka nedskräpning och öka miljömedvetenheten vid firandet blev Forsränningen för första gången miljömärkt av Håll Sverige Rent 2017. 
Forsränningen 2020 skulle enligt plan genomföras som vanligt den sista april. Men med anledning av Coronaviruspandemin blev Forsränningen inställd för första gången sedan dess start 1975. Forsränningen 2021 blev också påverkad av pandemin och genomfördes helt digitalt. Under Forsränningen var det endast Forsränningskommittén som rände på hemlig plats och det sändes digitalt.   

## Forsränningen
Forsränningen äger rum i Fyrisån i Uppsala den sista april varje år. Med hjälp av egenbyggda, mer eller mindre bräckliga, flottar tar sig deltagarna ner för Fyrisån från Eddaspången via Kvarnfallet till Islandsfallet. Drygt 120 flottar och 450 rännare brukar delta, och strax över 70 000 åskådare ser på. 
Plats i Forsränningen delas ut i början av mars, vanligtvis efter ett lotteri. I platsen ingår byggmaterial i form av cellplast, träplankor och trälim samt lån av verktyg. Varje flotte byggs av 2–4 rännare. För att få delta måste man vara myndig och simkunnig, men det finns inga krav på att vara student. Merparten av rännarna är dock studenter från Uppsala universitet. 
Samtliga sektioner inom Uppsala teknolog- och naturvetarkår har en reserverad plats i Forsränningen. Det finns även möjlighet för externa parter att köpa en flotte att använda som annonsplats.

## Forsfestivalen
Forsfestivalen äger rum utanför Ångströmslaboratoriet, under veckorna innan Forsränningen. Under Forsfestivalen bygger deltagarna sina flottar och kan ta del av mat, dryck och underhållning på området. Alla som vill är välkomna att delta på festivalen. Forsfestivalen anordnas i likhet med Forsränningen av Uppsala teknolog- och naturvetarkår.

## Forsränningskommittén[6]
Forsränningen och dess kringarrangemang planeras och genomförs av en kommitté inom Uppsala teknolog- och naturvetarkår. Sedan 2025 är antalet medlemmar i kommittén 26 personer. Projektledare och vice projektledare (presidiet) tillsätts av styrelsen för Uppsala teknolog- och naturvetarkår och övriga medlemmar i kommittén tillsätts av presidiet eller gruppledare.

## Projektledare[7]
Sedan starten 1975 har FUTF, Uppsala teknologkår och numera Uppsala teknolog- och naturvetarkår tillsatt en projektledare som kallats Forskarl varje år. Det finns dokumenterat sedan 2002 vilka dessa var. 
- Pernilla Näsfors, 2002
- Magnus Bråth, 2003
- Björn Lindh, 2004
- Desirée Andersson, 2005
- Gustav Ekeblad, 2006
- Ali Piltan, 2007
- Jonathan Styrud, 2008
- Jonas Sandell, 2009
- Micko Hjort, 2010
- Christoffer Lindqvist, 2011
- Simon Gustafsson, 2012
- Johan Fridh, 2013
- Andreas Westerberg, 2014
- Victoria Carlsson Lundström, 2015
- Kenny Andersson, 2016
- Felix Brunnstedt, 2017
- Mikaela Seleborg, 2018
- Emil Arvidsson, 2019
- Maria Langkilde, 2020 (inställt)
- Maria Langkilde, 2021
- Emmy Sköld, 2022
- Cornelia Färdig, 2023
- Carl Wallskog, 2024
- Marcus Steiner, 2025

## Kända deltagare
Christer Fuglesang
Den sista april 1978 deltog Christer Fuglesang tillsammans med en kamrat i den då rätt nystartade Forsränningen i Fyrisån i Uppsala. De hade byggt ett ekipage av bland annat tusentalet Rigelloflaskor, något som uppmärksammades av UNT ett par dagar efteråt.